# Otto Wachs
Otto Wachs (23 de julho de 1909 — Hamburgo, 30 de dezembro de 1998) foi um velejador alemão, medalhista olímpico. Ele competiu nos Jogos Olímpicos de Verão de 1936 na classe 8 Metre e conquistou a medalha de bronze na disputa realizada a bordo do Germania III com Hans Howaldt, Fritz Bischoff, Alfried Krupp von Bohlen und Halbach, Eduard Mohr e Felix Scheder-Bieschin.
Em 1938, Wachs tornou-se chefe do secretariado do Mitteldeutsche Landesbank-Girozentrale em Magdeburg. Em 1940, foi nomeado para o conselho de administração do Deutsche Schiffsbeleihungs-Bank AG em Hamburgo. Em 1948, após a Segunda Guerra Mundial, tornou-se membro do conselho de administração do Bremer Landesbank e do Staatliche Kreditanstalt Oldenburg-Bremen.